# マリー (ポンチュー女伯)
マリー・ド・ボンチュー（フランス語：Marie de Ponthieu, 1199年4月17日 - 1250年9月21日）は、ポンチュー女伯およびモントルイユ女伯（在位：1221年 - 1250年）。

## 生涯
マリーはポンチュー伯ギヨーム4世とヴェクサン女伯アデル・ド・フランスの娘で、フランス王ルイ7世と2番目の妃コンスタンス・ド・カスティーユの孫娘である。マリーは一人娘として父の跡を継ぎ、1221年から1250年までポンチュー女伯およびモントルイユ女伯として領地を統治した。
1208年9月以前にオマール伯シモン・ド・ダンマルタンと結婚した。シモンはダンマルタン伯アルベリク3世と、クレルモン伯ルノー2世の娘マティルドの息子であった。2人の間には4女が生まれた。
- ジャンヌ（1220年 - 1279年） - カスティーリャ王フェルナンド3世の2番目の妃となる[3]
- マティルド - シャテルロー子爵ジャンと結婚
- フィリッパ（1278年以降没） - ウー伯ラウル2世・ド・リュジニャンと結婚、クシー領主ラウル2世と結婚、ゲルデルン伯オットー2世と結婚
- マリー - ルシー伯ジャン2世と結婚

マリーは1240年9月から1241年12月15日の間にアティシー領主マチュー・ド・モンモランシーと再婚した。マチューは第7回十字軍のさなか、1250年2月8日にマンスーラの戦いで戦死した。